# Ambt-Delden (wijnstreek)
Ambt-Delden is sinds 19 november 2019 een beschermde oorsprongsbenaming (BOB) voor wijn geproduceerd in een afgebakend gebied nabij de gelijknamige plaats en voormalig Nederlandse gemeente Ambt Delden. De bescherming van deze appellatie werd op 12 februari 2016 aangevraagd en de Europese Commissie heeft het besluit tot bescherming genomen op 18 november 2019 en een dag later gepubliceerd.

## Wijnbouwgebied
Het afgebakende gebied 'Ambt-Delden' volgt de grenzen van de voormalig Nederlandse gemeente Ambt Delden, gelegen in Overijssel. De bodem van het gebied bestaat uit verschillende grondlagen, met vooral veel eerdgronden. Het merendeel van het oppervlak bestaat uit beekeerdgrond, daarnaast komen gooreerdgronden voor. De zwarte beekeerdgrond bevat klei en sporen van ijzeroxiden, terwijl dit bij de gooreerdgronden niet het geval is. In het gehele gebied wordt de bodem bedekt door een laag vruchtbare humus. Het gehalte leem in de grond is vrij hoog en in de diepere lagen komt kalkrijk zand voor.
Binnen het gebied is momenteel één wijndomein actief: Wijngaard Hof van Twente.

## Druiven
De toegestane druivenrassen zijn:
- voor witte wijn: Johanniter, Solaris, Souvignier Gris;
- voor rode wijn: Regent, Pinotin.